# ロヴィーゴ県

ロヴィーゴ県
Provincia di Rovigo

ロヴィーゴ県（イタリア語: Provincia di Rovigo）は、イタリア共和国ヴェネト州に属する県。県都はロヴィーゴ。

## 地理

### 位置・広がり
ヴェネト州の最南部に位置し、東はアドリア海に臨む。県都ロヴィーゴは東西に長い県域のほぼ中央部に位置し、フェラーラから北東へ約29km、パドヴァから南南西へ約38km、州都ヴェネツィアから西南へ約59km、ヴェローナから東南へ約75kmの距離にある。
隣接する県は以下の通り。
- パドヴァ県 - 北
- ヴェネツィア県 - 北東
- フェラーラ県（エミリア＝ロマーニャ州） - 南
- マントヴァ県（ロンバルディア州） - 西
- ヴェローナ県 - 北西

### 地勢
北のパドヴァ県との境はアディジェ川が流れ、西のマントヴァ県、南のフェラーラ県の境はポー川が流れる。両川に挟まれた部分は、ポレージネ (Polesine) 地方と呼ばれる。複数に分流したポー川河口部で三角州が形成されている。
- ロドヴィーゴ県

### 県内の地域と主要な都市
2001年に行われた居住地区（Località abitata）別人口統計によれば、人口5,000人以上の都市は以下の通り。（　）内は所属コムーネ（自治体）名を示すが、都市名と同一の場合は省いた。
- ロヴィーゴ - 39,774
- ポルト・ヴィーロ - 13,191
- アドリア - 12,885
- レンディナーラ - 7,425
- サンタ・マリア・マッダレーナ（オッキオベッロ市） - 6,966人
- バディーア・ポレージネ - 6,713人
- ターリオ・ディ・ポー - 6,418人
- ヴィッラドーゼ - 5,143人

- ロドヴィーゴ
- アドリア市の運河

## 行政区画
ロヴィーゴ県には50のコムーネが属する。主要なコムーネ（人口5,000人以上）は下表の通り。左端の数字はISTATコードを示す。人口は2023年1月1日現在。
右の地図中の番号は、コムーネのISTATコード下3桁を示す。下表に掲げた主要なコムーネのうち、地図中に名称を記さなかったものについては、番号を太字で示した。
| コード | 自治体名               | 人口   |
| ------ | ---------------------- | ------ |
| 029041 | ロヴィーゴ             | 50,089 |
| 029001 | アドリア               | 18,681 |
| 029052 | ポルト・ヴィーロ       | 13,751 |
| 029033 | オッキオベッロ         | 12,056 |
| 029029 | レンディナーラ         | 11,447 |
| 029004 | バディーア・ポレージネ | 10,087 |
| 029039 | ポルト・トッレ         | 9,037  |
| 029046 | ターリオ・ディ・ポー   | 7,935  |
| 029040 | ロゾリーナ             | 6,203  |